# 張宗橚
张宗橚（1705年？—1775年？），一名东橚，字泳川，号思岩，又号藕村，海盐（今屬浙江）人。
张芳湄六子，张宗柟之弟。為太学生，不求闻达。早年與諸兄受業於許昂霄。家多藏书，性好吟詠。有室名“红药山房”、“研古楼”。晚年輯有《詞林紀事》二十二卷，三易其稿，乾隆四十年（1775年）书成，未幾宗橚病殁。另著有《藕村詞存》二卷等。後代有张嘉榖，张元济。